# Rasoul Barati
Rasoul Barati (* 19. September 1985) ist ein iranischer Straßenradrennfahrer.
Rasoul Barati wurde 2008 Etappenfünfter bei dem ersten Teilstück der Kerman Tour. Seit 2009 fährt er für das iranische Continental Team Azad University Iran. In seinem ersten Jahr dort wurde er Etappenzweiter bei der Milad-e-Do-Nur-Tour und belegte den sechsten Platz in der Gesamtwertung. Bei der Azerbaïjan Tour gewann Barati die Auftaktetappe und wurde Fünfter der Gesamtwertung.
2011 waren seine Dopingtests bei der Türkei-Rundfahrt und den Iranischen Meisterschaften positiv auf Methylhexanamin und er wurde für zwei Jahre gesperrt.

## Erfolge
2009
- eine Etappe Azerbaïjan Tour

## Teams
- 2009 Azad University Iran
- 2010 Giant Asia Racing Team